# Артоболевский, Иван Алексеевич
Ива́н Алексе́евич Артоболе́вский (9 [21] января 1872, село Проказна, Мокшанский уезд Пензенская губерния — 17 февраля 1938, Бутовский полигон, Московская область) — протоиерей, учёный-богослов. Причислен к священномученикам Русской православной церкви.

## Семья

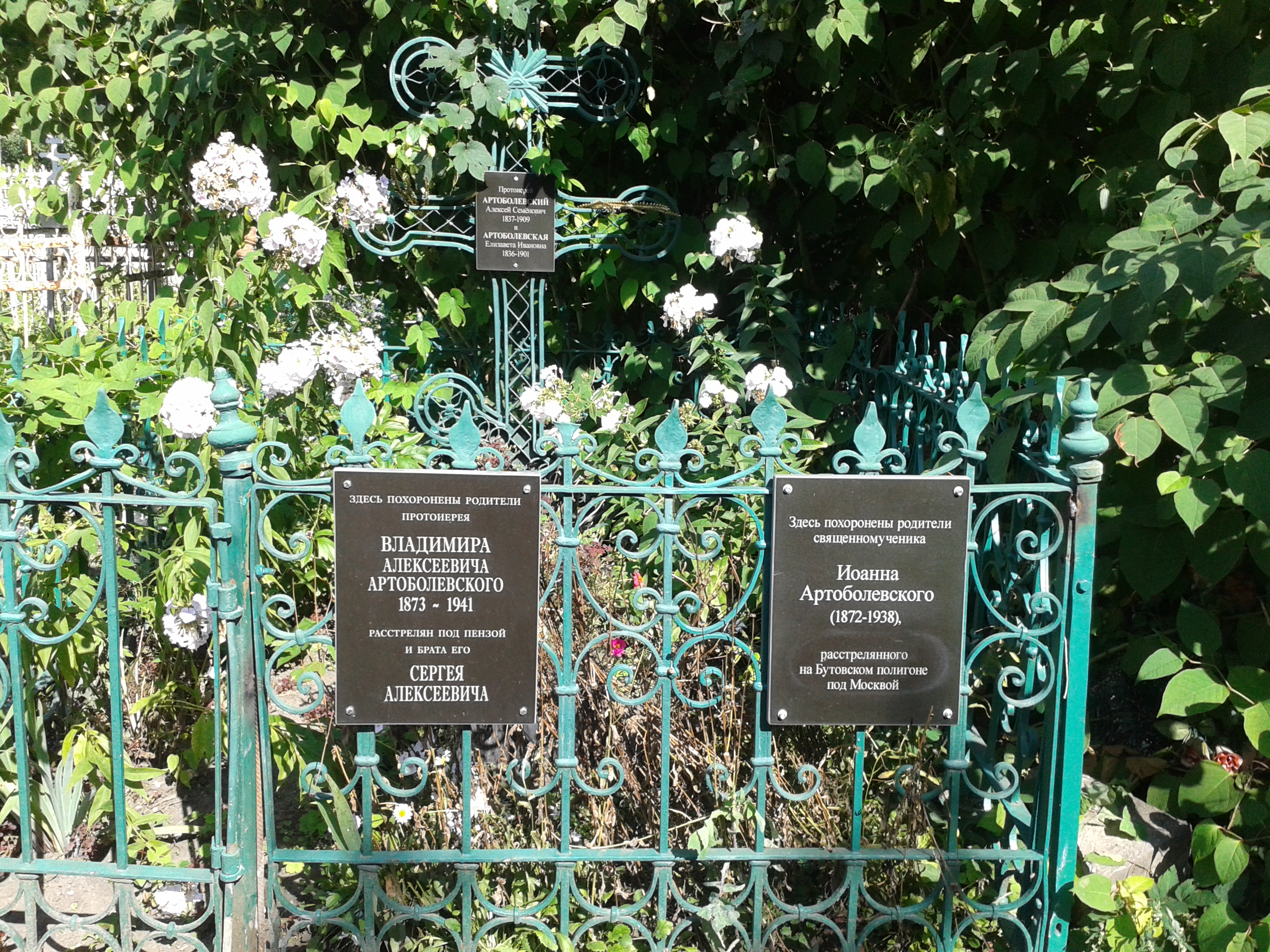
Могилы родителей — Алексея Семеновича и Елизаветы Ивановны Артоболевских. Пенза. Митрофановское кладбище

- Родители: отец — священник Алексей Семенович Артоболевский (1837—1909), настоятель Митрофановской церкви на Митрофановском кладбище г. Пензы; мать — Елизавета Ивановна Артоболевская (1836—1901)[2].
- Братья:
  - Владимир Алексеевич (1873—1941)[3][4] — протоиерей.
  - Сергей Алексеевич (1877—1920) — священнослужитель, духовный писатель, последний ректор Витебской духовной семинарии. Пятерых его детей взял на воспитание Иван Алексеевич Артоболевский.
- Сестра — Елена Алексеевна, в замужестве Уранова. Муж — Александр Сергеевич Уранов, священнослужитель. Их сын, А. А. Уранов, известный советский геоботаник, фитоценолог[5].
- Жена — Зинаида Петровна Никольина (Николина)[6], из семьи священника.
- Сыновья:
  - Сергей Иванович (1903—1961), доктор технических наук, профессор Энергетического института
  - Иван Иванович (1905—1977), академик АН СССР.

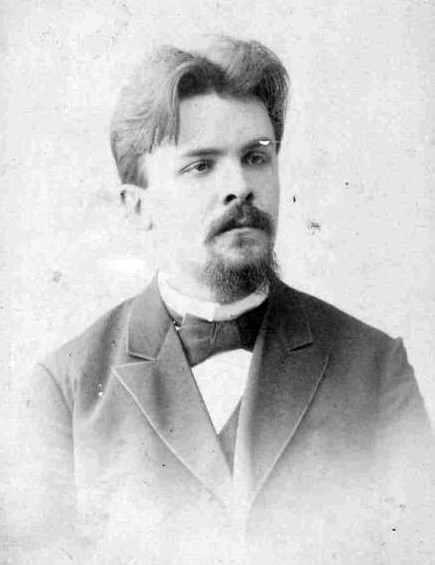
И. А. Артоболевский в Пензе в 1895 г.

- Дочери: Елизавета, Зинаида.

## Образование
Окончил Пензенское духовное училище (1886), Пензенскую духовную семинарию (1891) и Московскую духовную академию (1895); утверждён кандидатом богословия 19 июня 1896 года. В ноябре 1899 года удостоен степени магистра богословия за диссертацию «Первое путешествие св. апостола Павла с проповедью Евангелия». В своей магистерской работе собрал исчерпывающие по тем временам сведения о странах и городах, где побывал апостол Павел во время первого путешествия, дал тщательный анализ всех важнейших мест Деяний апостолов, относящихся к этому путешествию, использовал обширную древнюю и современную литературу, дал анализ апокрифического «Деяния Павла и Фёклы».

## Преподаватель и священник
1896 год — помощник секретаря совета Московской духовной академии и правления Александро-Мариинского дома призрения в Сергиевом Посаде; с сентября преподаватель географии в женском Филаретовском училище при доме призрения.
В 1896—1905 годах преподаватель Священного Писания и еврейского языка в Вифанской духовной семинарии.
В 1900-х годах член Общества любителей духовного просвещения, надворный советник.
С 1 июля 1905 года законоучитель и настоятель храма Марии Магдалины при Московском коммерческом училище (рукоположён во иерея 6 июля 1905 года).
С 1907 года настоятель храма св. Александра Невского при Усачёвском училище.
С 8 августа 1911 года по 1918 год профессор богословия Московского сельскохозяйственного института (избран на должность, несмотря на противодействие министра народного просвещения Льва Кассо, который считал его либералом), заведующий кафедрой богословия института, с 1915 года член его правления; одновременно до 1924 года настоятель храма апостолов Петра и Павла в Петровско-Разумовском (с 1919 года протоиерей); в 1916—1917 годах читал лекции по богословию студентам Рижского политехнического института, эвакуированного в Москву; награждён орденом Святого Станислава 3-й степени.
В 1917 году делегат Московского епархиального съезда и Всероссийского съезда духовенства и мирян, член Поместного собора по избранию как клирик от Московской епархии, член его I, II, V, VII, VIII, XV, XVII, XIX отделов.
В 1920—1921 годах помощник редактора изданий Сельскохозяйственной академии.
В 1924 году награждён митрой, включён в состав Высшего церковного совета при патриархе Тихоне и определён настоятелем Введенского храма в Черкизове.
В 1931 году уволен за штат по болезни, находился на иждивении детей.

## Аресты и пребывание в тюрьмах
В ночь с 16 на 17 августа 1922 года был арестован и заключен во Внутреннюю тюрьму ГПУ. Обвинён в организации в Петровской сельскохозяйственной академии кружков христианской молодёжи, «в использовании своего положения священнослужителя с целью контрреволюционной агитации во время проповедей в храме и в частном быту». 22 августа коллегия ГПУ постановила выслать его за границу и на время подготовки к отъезду освободить из тюрьмы. Но уже 23 августа был вновь арестован, заключён в Таганскую тюрьму и обвинён в том, что «в период изъятия церковных ценностей оглашал в церкви с амвона во время богослужения послание бывшего Патриарха Тихона, призывающее к сопротивлению изъятию церковных ценностей». На процессе, проходившем в Московском революционном трибунале в ноябре-декабре 1922 года, виновным себя не признал. Приговорён к трём годам тюремного заключения, но 17 января 1923 года постановлением ВЦИК освобождён по амнистии.
28 января 1933 года вновь арестован и заключён в Бутырскую тюрьму; обвинён в том, что участвовал в собраниях для бесед на религиозные темы, на которых вёл антисоветскую пропаганду — речь шла всё о тех же кружках начала 1920-х годов. Виновным себя не признал, но 15 марта 1933 года Особое совещание при коллегии ОГПУ приговорило его к трём годам ссылки в Вологду. Однако уже 4 апреля он был освобождён из тюрьмы.

## Последний арест и мученическая кончина

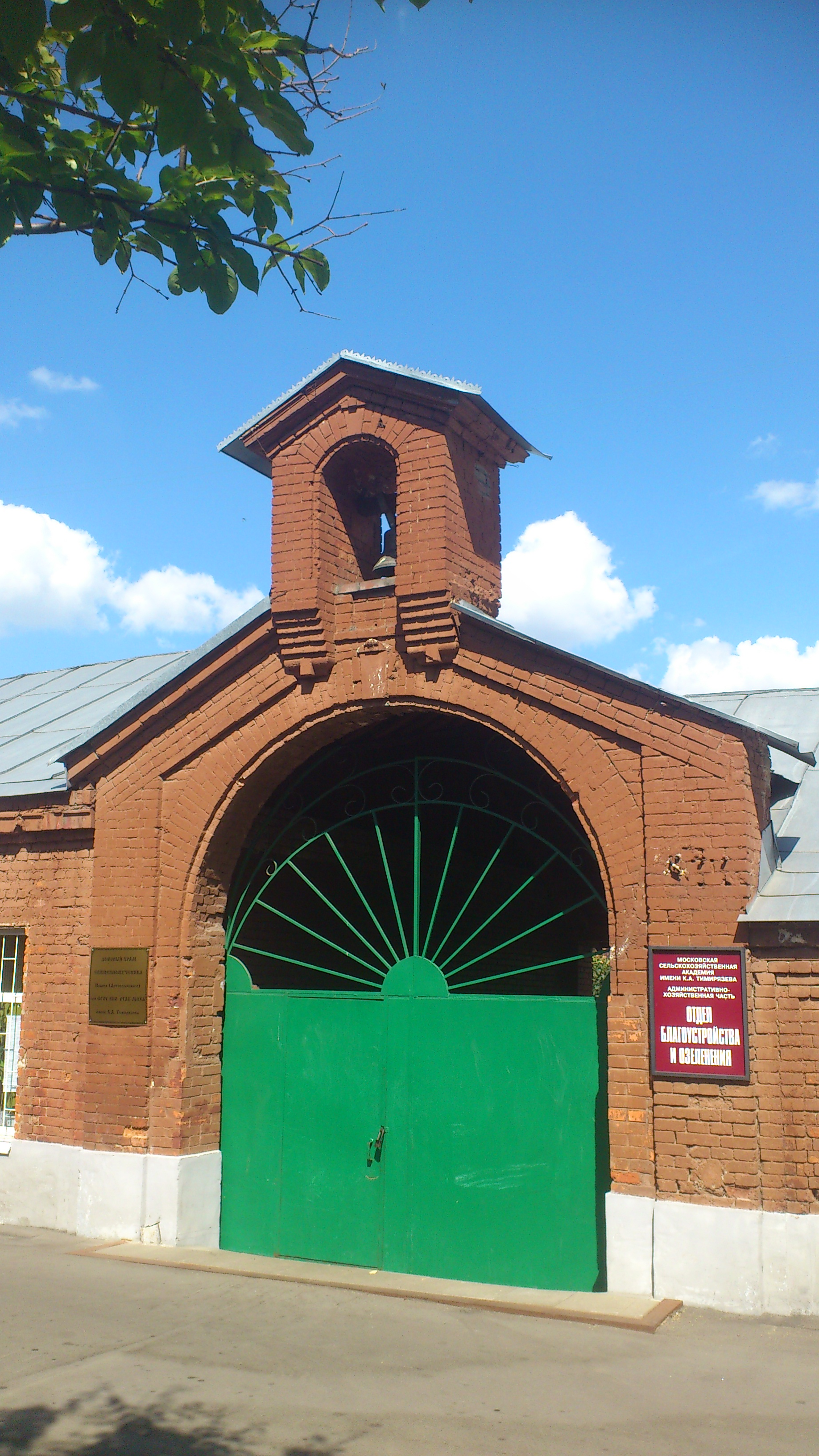
Вход в домовый храм при МСХА

22 января 1938 года арестован и заключён в Таганскую тюрьму в Москве. Обвинён в том, что в кругу своих единомышленников говорил: «Никогда ещё в истории так не страдал наш русский народ, как сейчас. Но что делать? Наш русский народ — православный богоносец. Придет время, он покажет свою силу и свергнет безбожное иго силой Божией». виновным в контрреволюционной агитации себя не признал, но заявил, что принадлежит к Истинно-Православной Церкви. 14 февраля Тройкой НКВД приговорён к расстрелу. Погребён в общей могиле на полигоне Бутово под Москвой.
Прославлен в сонме новомучеников Российских на юбилейном Архиерейском соборе Русской православной церкви в августе 2000 года.
Домовая церковь при Российском аграрном университете имени Тимирязева, обустроенная в 2008—2009 годах, освящена в память священномученика Иоанна Артоболевского в феврале 2009 года. Приписана ко храму Митрофана Воронежского в Петровском парке (на Хуторской). Относится ко Всехсвятскому благочинию Московской городской епархии. Престольный праздник — 17 февраля (святого Иоанна Артоболевского). Настоятель — протоиерей Димитрий Смирнов.

## Труды
- О именуемом «Феодоритовом слове» // Братское слово. 1894. № 14.
- Проконсул Сергий Павел и волхв Вариисус (Деян. XIII. 6-12) // Вера и разум. — 1898. — Т. 1, Ч. 2. С. 499—519, 649—668.
- К вопросу о разработке священно-исторического материала для жизнеописания св. апостола Павла // Богословский вестник. — 1899. — № 12.
- Первое путешествие святого апостола Павла с проповедью Евангелия (Изъяснение Деян. 13-14 гл.). Опыт историко-экзегетического исследования. Сергиев Посад, 1900; Печаль школы // Душеполезное чтение. 1907. № 7.
- Подвиг жизни; Школа, семья и общество // Душеполезное чтение. 1909. № 5, 11.
- Воспитание как подвиг // Душеполезное чтение. 1910. № 11.
- Речь при погребении В. О. Ключевского // Богословский вестник. 1911. № 5. С. 16-19
- Человечество Христа Спасителя и Его значение в нашей духовной жизни. — Сергиев Посад, 1913.
- Природа в религиозном восприятии // Душеполезное чтение. 1913. № 5/6.
- К биографии В. О. Ключевского (Ключевcкий до университета) // Голос минувшего. 1913. № 5. С. 158—173.
- О «русском» агрономе с церковной кафедры. Сергиев Посад, 1913.
- [Делицын П. С.] // У Троицы в академии. М., 1914. С. 74-75. Примеч.
- Храм в Петровско-Разумовском. М., 1915.
- Прошлое и будущее. Сергиев Посад, 1916.
- Жизнь и ее уроки // Церковно-общественная мысль. 1917. № 9; Речь // Всероссийский церковно-общественный вестник. 1917. 9 июня.